# Verwaltungsgemeinschaft Hildebrandshausen/Lengenfeld unterm Stein

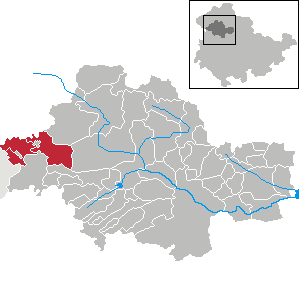
Lage der ehemaligen Verwaltungsgemeinschaft im Unstrut-Hainich-Kreis

In der Verwaltungsgemeinschaften Hildebrandshausen/Lengenfeld unterm Stein (Nordwestthüringen/Unstrut-Hainich-Kreis) hatten sich die drei Gemeinden Lengenfeld unterm Stein, Hildebrandshausen und Rodeberg zusammengeschlossen. Sitz der 45,97 km² großen und 3941 Einwohner (Stand: 31. Dezember 2007) zählenden Verwaltungsgemeinschaft war Lengenfeld unterm Stein. Letzter Vorsitzender war Jörg Engelmann-Bärenklau.

## Geschichte
Die Verwaltungsgemeinschaft wurde am 18. Mai 1992 aus ursprünglich zwei Gemeinden gegründet. Rodeberg wurde am 30. September 1994 aufgenommen. Durch den Zusammenschluss der früheren zwei Mitgliedsgemeinden Hildebrandshausen und Lengenfeld unterm Stein mit den Gemeinden Katharinenberg und Heyerode zur neuen Gemeinde Südeichsfeld am 1. Dezember 2011 wurde die Verwaltungsgemeinschaft aufgelöst; die neue Gemeinde wurde erfüllende Gemeinde für die dritte Mitgliedsgemeinde Rodeberg.